# Giacomo Martina
Giacomo Martina (Tripoli, 12 dicembre 1924 – Roma, 6 febbraio 2012) è stato un presbitero e storico italiano, esperto di Storia del Cristianesimo.

## Biografia
Membro della Compagnia di Gesù dalla fine del 1939, come storico della Chiesa ha insegnato per oltre trent'anni a Roma, presso la Pontificia Università Gregoriana. Ha dedicato la sua attività di ricercatore alla figura di papa Pio IX, ma anche alle vicende della Compagnia di Gesù in Italia. Tra le sue opere di maggior successo, il manuale Storia della Chiesa da Lutero ai nostri giorni strutturato in quattro volumi nei quali si affronta il tempo della Riforma, dell'assolutismo, del liberalismo ed infine l'età contemporanea fino ai fatti successivi al Concilio Vaticano II.
Ha collaborato a diverse riviste e pubblicazioni, fra le quali l'Enciclopedia dei Papi, edita dall'Istituto dell'Enciclopedia italiana Treccani.

## Opere
- Il liberalismo cattolico ed il Sillabo, Roma: Editrice Stella matutina, 1959
- Pio IX e Leopoldo II, Roma: Pontificia Università Gregoriana, 1966 (versione digitalizzata);
- Pio IX (1846-1850), Roma: Pontificia Università Gregoriana, 1974 (versione digitalizzata);
- Pio IX (1851-1866), Roma: Pontificia università gregoriana, 1986 ISBN 88-7652-543-2 (versione digitalizzata);
- Pio IX (1867-1878), Roma: Pontificia università gregoriana, 1990 (versione digitalizzata);
- Chiesa in Italia tra fede e storia (con Eliseo Ruffini), Roma: Studium, 1975
- Pio X. Chiesa e mondo moderno, Roma: Studium, 1976
- La Chiesa in Italia negli ultimi trent'anni, Roma: Studium, 1977
- Lezioni di storia della chiesa. La Chiesa nell'età dell'assolutismo, del liberalismo, del totalitarismo, 4 voll., Brescia: Morcelliana, 1983 ISBN 88-372-1005-1 ISBN 88-372-1006-X ISBN 88-372-1007-8 ISBN 88-372-1008-6
- Storia della Chiesa da Lutero ai nostri giorni, 4 voll., Brescia: Morcelliana, prima ed.: 1970; quarta ed.: 1993-1995 ISBN 88-372-1509-6 ISBN 88-372-1517-7 ISBN 88-372-1547-9 ISBN 88-372-1580-0
- Il problema ebraico nella storia della chiesa, Roma: Pontificia università Gregoriana, 1996
- Il cammino dell'evangelizzazione: problemi storiografici (a cura di, con Ugo Dovere), Bologna: Il mulino, 2001
- Storia della Compagnia di Gesù in Italia (1814-1983), Brescia: Morcelliana, 2003 ISBN 88-372-1909-1